# Habsburg–Lotaringiai Mária Anna főhercegnő
Mária Anna Jozefa Antónia (németül: Maria Anna Josefa Antonia; Bécs, Ausztria, 1738. október 6. – Klagenfurt, Ausztria, 1789. november 19.), Habsburg–Lotaringiai-házból származó osztrák főhercegnő, Lotaringiai Ferenc István és Ausztriai Mária Terézia második legidősebb gyermeke, testvére, József főherceg születéséig a Habsburg Birodalom örököse. Betegsége okán élete végéig a klagenfurti apátság apátnője.
A főhercegnő betegsége és testi fogyatékossága okán sosem házasodott meg, gyermekei sem születtek. Közismert volt természettudományi és archeológiai érdekeltségéről és képzőművészeti tehetségéről, a bécsi Képzőművészeti Akadémia tagjává is megválasztották. A klagenfurti „Zur wohltätigen Marianna” (magyarul: „Jótevőnk, Marianna”) elnevezésű szabadkőműves páholy névadója.

## Életrajza

### Ifjúkora

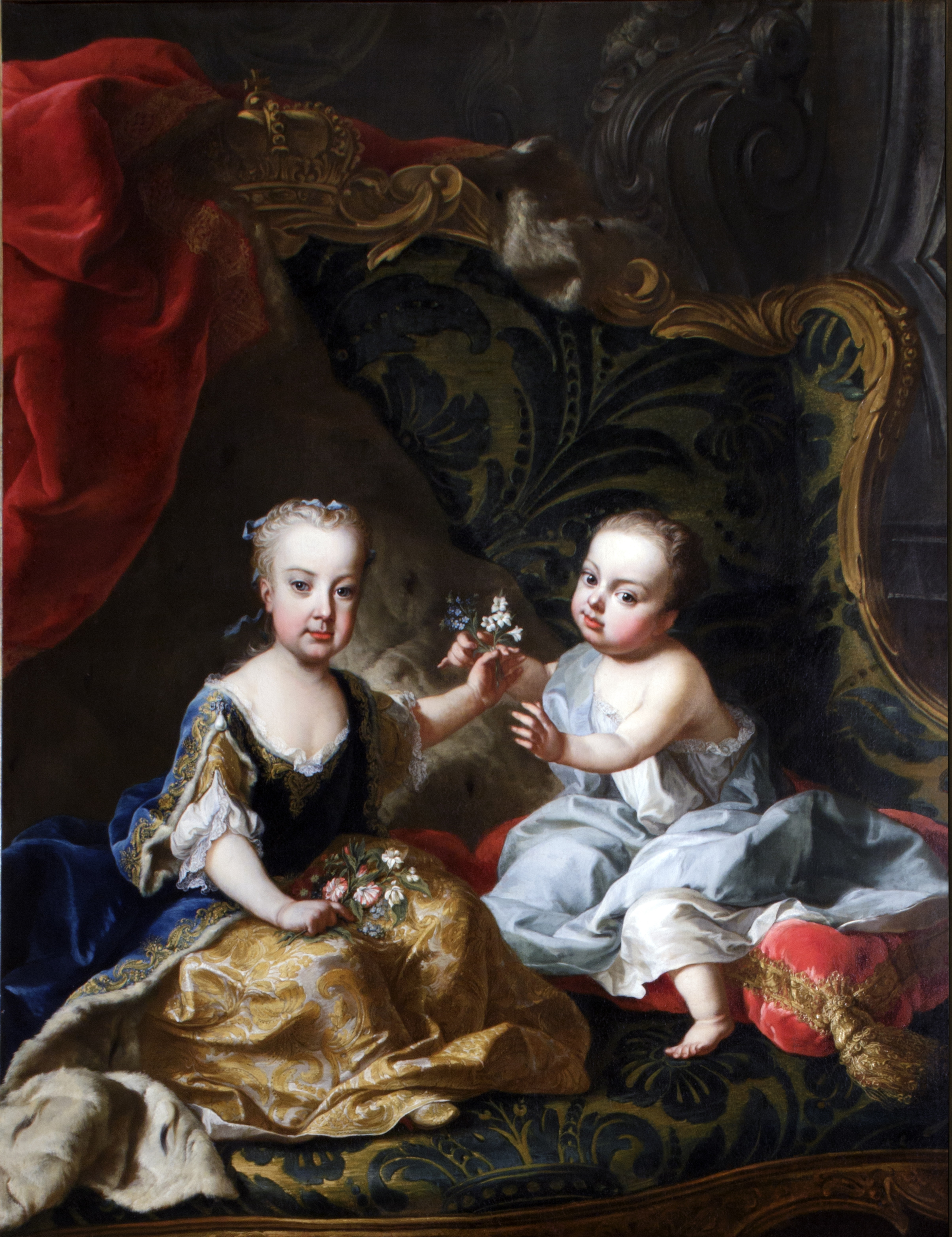
A gyermek Mária Anna (balra) és öccse, a későbbi II. József császár (jobbra), Martin van Meytens 1742-es munkáján

A főhercegnő 1738. október 6-án született Bécset, a szülei házasságával létrejött Habsburg–Lotaringiai-ház tagjaként. Édesapja I. Ferenc német-római császár, míg édesanyja Mária Terézia uralkodónő volt. A császári pár tizenhat gyermekének sorában Mária Anna volt a második, de legidősebb nővére, Mária Erzsébet főhercegnő (1737–1740) kisgyermekkorában meghalt, így 1741-ig, (öccsének, József főhercegnek születéséig) Mária Anna volt a legidősebb élő gyermek, ezáltal a trón várományosa. A családban „Marianna” néven becézték.
Mária Anna főhercegnőt, Mária Terézia összes többi leányához hasonlóan, nevelőnők nevelték. A leány különösen zenei téren nagy tehetséget mutatott. A humán tudományokban viszont nem tudott elmélyülni. Életrajzát feldolgozó kutatók szerint anyja, Mária Terézia éppen legidősebb élő leányának, Mariannának szentelte a legkevesebb figyelmet, őt szerette a legkevésbé. A császárné mindenki elé helyezte Mária Anna öccsét, József főherceget, a trónörököst. Mária Anna főhercegnő a háttérbe szorult húgaival szemben is. Mária Erzsébet számított testvérei között a legszebbnek, Mária Krisztina volt anyjának legkedvesebb, elkényeztetett gyermeke, akivel Mária Annának élete során igen sok konfliktusa támadt. Már gyermekkorában is érezte az elhanyagolást, ezért folyamatosan próbálta anyja figyelmét felhívni magára.

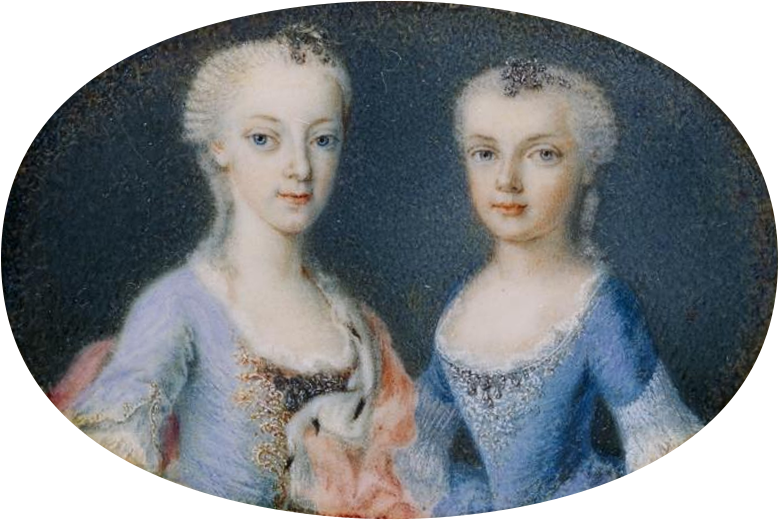
Az ifjú főhercegnők: Mária Anna (balra) és Mária Krisztina (jobbra)

A főhercegnő nagyon tehetségesen rajzolt és festett, rendkívüli zenei érzékkel áldotta meg a sors, kitűnően táncolt, igazán szép szopránhangon is tudott énekelni. Emellett igen jó emlékezőképességgel, tévedhetetlen logikával, fejlett humorral, és öniróniával rendelkezett. Nyelvtudása azonban kevésbé volt csillogó, sem a francia, sem az olasz nem volt a tehetsége, sőt még a német helyesírással is akadtak nehézségei.

### Betegsége
Marianna főhercegnő gyenge egészségű, érzékeny leány volt. A bécsi Hofburg huzatos, rosszul fűtött helyiségeiben 1757-ben, tizenkilenc évesen súlyos tüdőgyulladást kapott. Állapota olyan rosszra fordult, hogy feladták neki az utolsó kenetet. Végül mégis életben maradt és felgyógyult, de a betegség következtében csont-tuberkulózist kapott, gerincoszlopa elferdült, és egész életében állandó légzési nehézségekkel küszködött. Testi hibája magányossá tette, testvéreitől, rokonaitól sok lelketlen gúnyolódást kellett elviselnie. Elferdült gerince miatt rangjához illő házasságkötésre sem sok esélye maradt. Felgyógyulása után apja, Ferenc császár nagy szeretettel fordult Marianna felé, kapcsolatuk elmélyült barátsággá fejlődött. Az apa beavatta érdeklődő leányát saját természettudományos olvasmányaiba, kutatásaiba. Különös érdeklődést mutatott a kőzetek és az érmék iránt.
1765 júliusában Mária Anna szüleivel és testvéreivel Innsbruckba utazott öccsének, Péter Lipót főhercegnek esküvőjére. Az öcs (a későbbi II. Lipót császár) akkor Toszkána nagyhercegeként uralkodott Firenzében. Útközben megálltak Klagenfurtban, ahol Mária Anna meglátogatta az Erzsébet-nővérek ottani kis kolostorát (Elisabethinenkonvent). Találkozása az ott élő apácákkal egész további életére döntő hatást gyakorolt. Erős vonzalom támadt benne a kolostori élet iránt, ahol az apácaközösség tagjai nem törődnek a külsőségekkel, és ahol a „púpos” leánynak nem kellett mások csúfolódásától tartania.
Öccse, Péter Lipót nagyherceg 1765. augusztus 5-én Innsbruckban feleségül vette a Bourbon-házból való Mária Ludovika spanyol infánsnőt. Alig két héttel később, augusztus 18-án édesapjuk, Lotaringiai Ferenc István császár szélütés következtében Innsbruckban meghalt. Marianna főhercegnő, aki mindennél jobban ragaszkodott édesapjához, magára maradt.

### Édesanyja uralkodása alatt

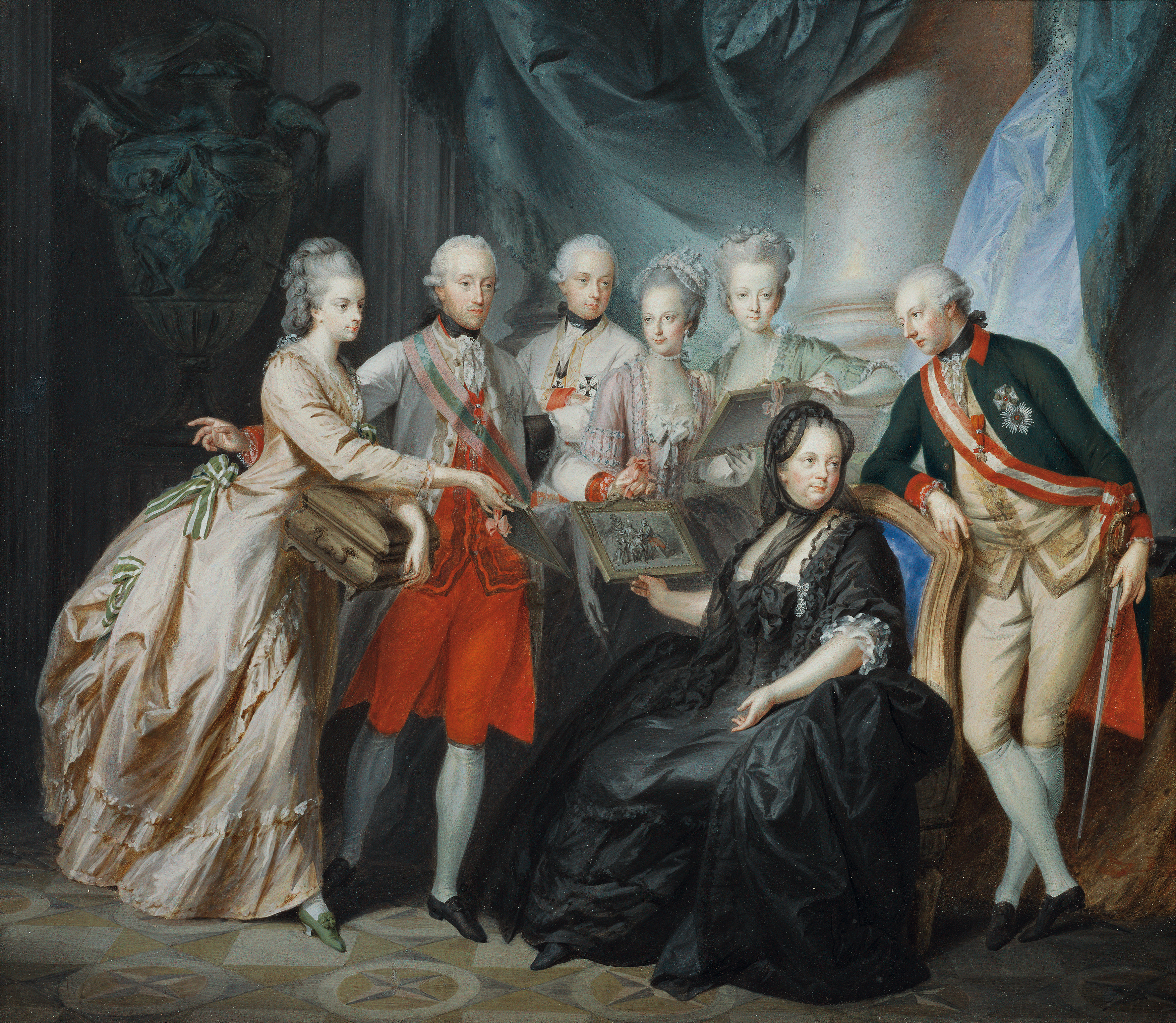
Mária Terézia császárné gyászruhában idősebb gyermekei körében. Balról jobbra haladva: Mária Krisztina és férje, Albert Kázmér, Miksa Ferenc, Mária Anna, Mária Erzsébet és József (Heinrich Füger, 1776)

1766. február 2-án Mária Terézia – miután végleg feladta a reményt, hogy Marianna számára férjjelöltet találjon – kinevezte leányát a prágai Hradzsinban lévő Szent Teréz nemesi apácakolostor főapátnőjévé (németül: Äbtissin des Theresianischer adeligen Damenstifts ob dem Prager Schlosses). Az apátságot Mária Terézia maga alapította még 1755-ben, mint cseh királynő. A kolostor főapátnője 1766-tól kezdve egyházfejedelmi méltóságot viselt, amely magas jövedelemmel és csak időszakonként végzendő hivatalos feladatokkal járt. A prágai Szent Teréz kolostor főapátnő-főhercegnője Csehországban a kancellár mögött a második legmagasabb hivatali rangot jelentette.
Mária Anna sohasem vette át a magas hivatalt, de a prágai főapátnői méltóság évente 20 000 gulden jövedelmet hozott számára, biztosítva megélhetését. Anyjával dacolva elhatározta, hogy Klagenfurtba költözik. A főhercegnő megbízásából Nikolaus Pacassi bécsi udvari építész kis palotát épített számára az Erzsébet-nővérek kolostorának közvetlen közelében. Az építkezés 1776-ban fejeződött be, de amíg Mária Terézia élt, nem engedte, hogy Marianna végleg elhagyja Bécset.
A klagenfurti kolostor apátnőjének írt egyik levelében ezt írta: „Isten kegyesen megadta nekem, hogy megismerhessem a világot és annak utálatosságát, ebből erőt gyűjtöttem, hogy életemet – bár nem apácaként – mégis magányban és felebarátaim szolgálatában fejezhessem be. Ehhez Klagenfurtot, közelebbről Önt és mélyen hívő nővéreit választottam ki, remélve, hogy hiányosságaimat az Önök jó példáját követve megjavíthatom, és lelki üdvömet bizonyosan elnyerhetem.”
A palota befejezéséig, majd az anyai tiltás miatti kényszerű várakozás évei alatt Mária Anna főhercegnő az édesapjától örökölt hatalmas gyűjteményt rendezte (később ez a gyűjtemény szolgált a bécsi Természettudományi Múzeum gyűjteményének alapjául). A főhercegnő saját ásvány- és rovargyűjteményt épített fel, ebben az erdélyi származású Born Ignác geológus segítségére támaszkodott, aki az Illuminátusok Rendjének is tudós tagja volt. Mária Anna kiegészítette apjának érmegyűjteményét is: megírt és 1782-ben kiadott egy látványos szakkönyvet a Mária Terézia uralkodása alatt kibocsátott emlékérmékről (németül: Maria-teresianische Schau- und Denkmünzen). Saját kezű akvarelljeit és rajzait a képzőművész szakma dicsérőleg fogadta. Mária Anna főhercegnő tagja volt a bécsi Képzőművészeti Akadémiának és választott tagja lett a firenzei Művészeti Akadémiának is.

### Utolsó évei

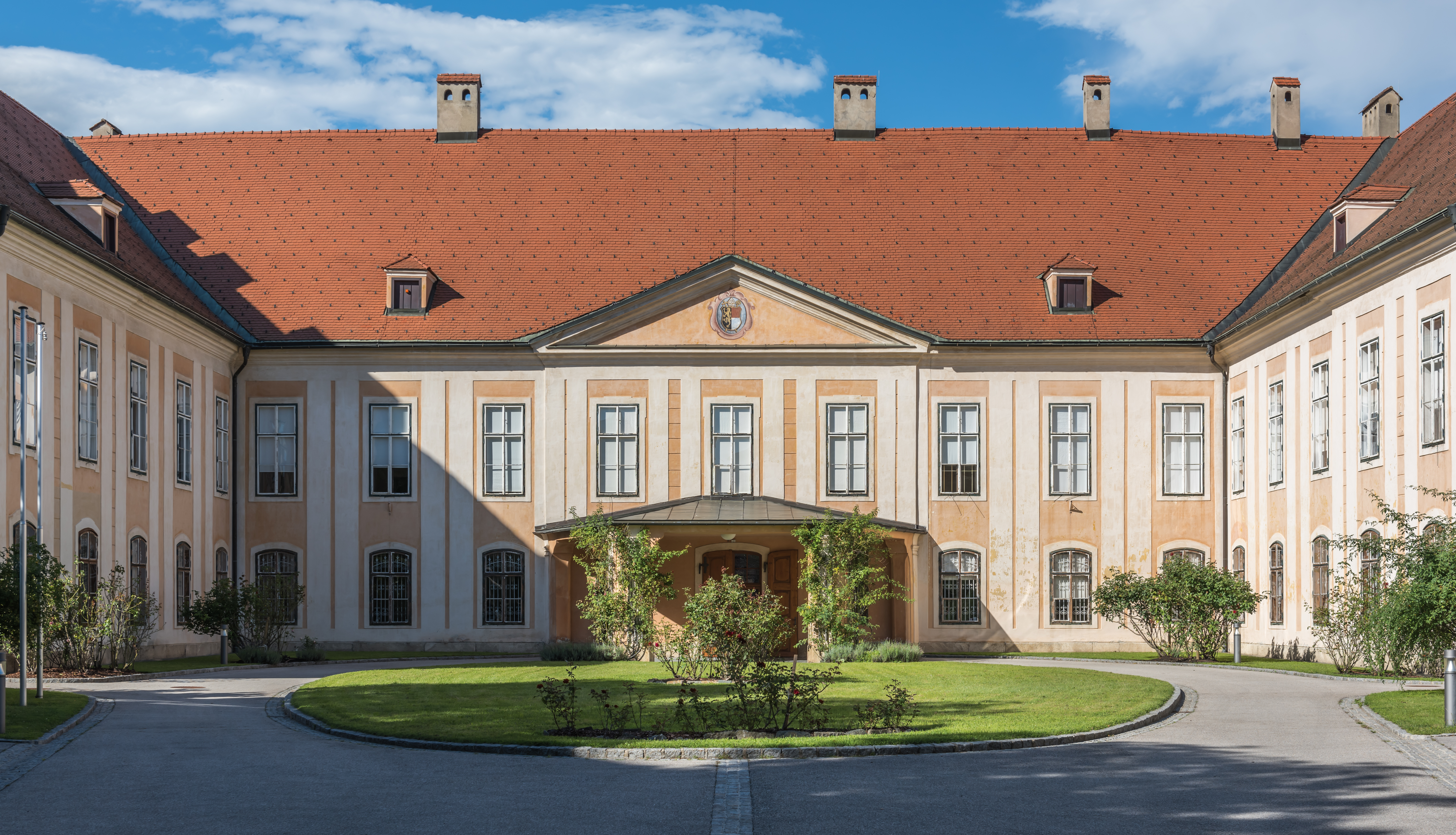
Mária Anna főhercegnő Nikolaus Pacassi által építtetett palotája Klagenfurtban

Mária Terézia császárné 1780. november 29-én elhunyt, Mária Anna főhercegnő négy hónappal később átköltözött klagenfurti palotájába, hogy itt éljen haláláig. A kolostor tagjai barátsággal fogadták. Az Erzsébet-nővérek kolostorának főapátnőjéhez, Xaveria Gasserhez szoros barátság kötötte. A főhercegnő bőkezűen támogatta a kolostort, ennek köszönhetően kórházukat jelentősen kibővítették. Saját magánorvosa a közkórházi betegeket is kezelte. A főhercegnő sokat tett a klagenfurt város közösségéért is, jószolgálati munkájával és adományaival.
Nagy társaságot, széles baráti kört gyűjtött maga köré, apácákat, művészeket, tudósokat, főrangú személyeket. Közülük sokan szabadkőműves páholyok tagjai voltak. 1783-ban Klagenfurtban megalapították a „Jótevőnk, Marianna” (németül: Zur wohltätigen Marianna) elnevezésű szabadkőműves páholyt. Mária Anna főhercegnő itt, Klagenfurtban sem adta fel természettudományos érdeklődését, sőt felfedezte magában az archeológia iránti kedvet. A Zollfeld környéki régészeti ásatásokat 30 000 gulden adománnyal segítette, sőt ő maga is részt vett az ásatási munkákban.
1788 telén egészségi állapota folyamatosan romlott. Légzési nehézségei fokozódtak, egy idő után már csak tolószékben tudott közlekedni. 1789. november 19-én hunyt el, legszűkebb barátai körében. Egyik utolsó feljegyzésében ezt írta: „Nagyon jó vidék ez, mindig szerettem itt élni. Jó emberek vesznek körül, akikkel jól éreztem magam, és akiket szörnyű itthagynom.” Mária Anna főhercegnő az Erzsébet-nővérek klagenfurti kolostorára hagyta egész magánvagyonát, több, mint 150 000 guldent. Öccse, II. József császár elengedte a kolostornak az örökösödési adó megfizetését.
Mária Anna főhercegnő klagenfurti palotája ma is áll, a róla elnevezett Mariannengassén. A főhercegnő halála után Franz Xaver von Salm-Reifferscheidt-Krautheim gróf, bíboros-hercegérsek ide költöztette a gurki püspökség székhelyét. A palota mai vasrácsos kapuján a hercegérsek címere látható, a helyiségek berendezése is az ő idejéből való. Salm-Reifferscheidt bíboros szervezte és támogatta azokat az alpinista expedíciókat, amelyek (a mai) Ausztria legmagasabb hegycsúcsának, a 3798 méter magas Grossglocknernek a megmászására indultak, és végül fel is jutottak a csúcsra. A hercegérseki lakóhely ma is a Mária Anna főhercegnő által építtetett palotában található.

## Forrás